# Lista de vice-governadores de São Paulo
Esta é a lista dos vice-governantes do estado de São Paulo.

## Vice-governantes do período imperial (1822-1889)
Após a Independência do Brasil, através de uma Lei Imperial de 20 de outubro de 1823, D. Pedro I extinguiu as juntas governativas provisórias nas províncias e criou os cargos de presidentes, a serem preenchidos por nomeação do Imperador, e os conselhos de governos, que seriam eleitos.
Os presidentes de província não tinham um mandato, podendo ser exonerados ou pedir afastamento à revelia. Principalmente devido a esta possibilidade concreta de falta do dirigente diretamente subordinado ao imperador e seu ministério, eram escolhidos pela Assembleia Local vice-presidentes, teoricamente aptos a exercer interinamente o cargo vago, até que novo presidente fosse nomeado por Carta Imperial e assumisse o cargo.
| Nº                            | Nome                                                | Imagem | Início do mandato       | Fim do mandato          | Partido             | Referências                |
| ----------------------------- | --------------------------------------------------- | ------ | ----------------------- | ----------------------- | ------------------- | -------------------------- |
| Primeiro Reinado (1822-1831)  |                                                     |        |                         |                         |                     |                            |
| 1                             | Luís Antônio Neves de Carvalho                      |        | 22 de abril de 1826     | 22 de outubro de 1826   | —                   | [ 3 ]                      |
| 2                             | Luís Antônio Neves de Carvalho                      |        | 5 de abril de 1827      | 19 de dezembro de 1827  | —                   | [ 4 ]                      |
| 3                             | Manuel Joaquim Gonçalves de Andrade                 |        | 18 de abril de 1828     | 5 de outubro de 1828    | —                   |                            |
| 4                             | Manuel Joaquim de Ornelas                           |        | 5 de outubro de 1828    | 13 de janeiro de 1829   | —                   |                            |
| 5                             | Manuel Joaquim Gonçalves de Andrade                 |        | 10 de fevereiro de 1829 | 10 de outubro de 1829   | —                   |                            |
| 6                             | Manuel Joaquim Gonçalves de Andrade                 |        | 15 de março de 1830     | 5 de janeiro de 1831    | —                   |                            |
| Período regencial (1831-1840) |                                                     |        |                         |                         |                     |                            |
| 7                             | Manuel Joaquim Gonçalves de Andrade                 |        | 17 de março de 1831     | 20 de junho de 1831     |                     |                            |
| 8                             | Vicente Pires da Mota                               |        | 28 de maio de 1834      | 14 de setembro de 1834  |                     | [ 5 ]                      |
| 9                             | Francisco Antônio de Sousa Queirós                  |        | 11 de maio de 1835      | 25 de novembro de 1835  |                     |                            |
| 10                            | José Manuel de França                               |        | 30 de abril de 1836     | 2 de agosto de 1836     |                     |                            |
| Segundo Reinado (1840-1889)   |                                                     |        |                         |                         |                     |                            |
| 11                            | Vicente Pires da Motta                              |        | 13 de janeiro de 1842   | 20 de janeiro de 1842   | Partido Conservador | [ 5 ]                      |
| 12                            | Joaquim José de Morais e Abreu                      |        | 22 de abril de 1844     | 1 de junho de 1844      |                     |                            |
| 13                            | Bernardo José Pinto Gavião Peixoto                  |        | 5 de novembro de 1847   | 16 de maio de 1848      | Partido Liberal     |                            |
| 14                            | Joaquim Floriano de Toledo                          |        | 16 de maio de 1848      | 23 de maio de 1848      | Partido Liberal     |                            |
| 15                            | Hipólito José Soares de Sousa                       |        | 19 de maio de 1852      | 13 de setembro de 1852  | Partido Conservador |                            |
| 16                            | José Manuel da Silva                                |        | 13 de setembro de 1852  | 30 de setembro de 1852  | Partido Conservador |                            |
| 17                            | Carlos Carneiro de Campos                           |        | 17 de dezembro de 1852  | 4 de janeiro de 1853    | Partido Conservador |                            |
| 18                            | Antônio Roberto de Almeida                          |        | 16 de maio de 1855      | 29 de abril de 1856     |                     | [ 6 ]                      |
| 19                            | Antônio Roberto de Almeida                          |        | 22 de janeiro de 1857   | 27 de setembro de 1857  |                     | [ 6 ]                      |
| 20                            | Hipólito José Soares de Sousa                       |        | 6 de junho de 1859      | 30 de junho de 1859     | Partido Conservador |                            |
| 21                            | Manoel Joaquim do Amaral Gurgel                     |        | 30 de junho de 1859     | 26 de setembro de 1859  | Partido Liberal     | [ 7 ]                      |
| 22                            | Manoel Joaquim do Amaral Gurgel                     |        | 22 de outubro de 1860   | 17 de novembro de 1860  | Partido Liberal     | [ 7 ]                      |
| 23                            | Manoel Joaquim do Amaral Gurgel                     |        | 14 de maio de 1861      | 8 de junho de 1861      | Partido Liberal     | [ 7 ]                      |
| 24                            | Manoel Joaquim do Amaral Gurgel                     |        | 24 de setembro de 1862  | 16 de outubro de 1862   | Partido Liberal     | [ 7 ]                      |
| 25                            | Manoel Joaquim do Amaral Gurgel                     |        | 3 de fevereiro de 1864  | 8 de março de 1864      | Partido Liberal     | [ 7 ]                      |
| 26                            | Joaquim Floriano de Toledo                          |        | 24 de outubro de 1864   | 7 de novembro de 1864   | Partido Liberal     |                            |
| 27                            | Joaquim Floriano de Toledo                          |        | 18 de julho de 1865     | 3 de agosto de 1865     | Partido Liberal     |                            |
| 28                            | Joaquim Floriano de Toledo                          |        | 3 de março de 1866      | 8 de novembro de 1866   | Partido Liberal     |                            |
| 29                            | Joaquim Floriano de Toledo                          |        | 12 de outubro de 1867   | 24 de outubro de 1867   | Partido Liberal     |                            |
| 30                            | Joaquim Floriano de Toledo                          |        | 24 de abril de 1868     | 29 de julho de 1868     | Partido Liberal     |                            |
| 31                            | José Manuel da Silva                                |        | 29 de julho de 1868     | 10 de agosto de 1868    | Partido Conservador |                            |
| 32                            | José Elias Pacheco Jordão                           |        | 10 de agosto de 1868    | 26 de agosto de 1868    | Partido Conservador |                            |
| 33                            | Antônio Joaquim da Rosa                             |        | 25 de abril de 1869     | 1 de maio de 1869       | Partido Conservador | [ 8 ]                      |
| 34                            | José Elias Pacheco Jordão                           |        | 1 de maio de 1869       | 19 de maio de 1869      | Partido Conservador |                            |
| 35                            | Vicente Pires da Mota                               |        | 19 de maio de 1869      | 30 de julho de 1869     | Partido Conservador |                            |
| 36                            | Vicente Pires da Mota                               |        | 28 de outubro de 1870   | 5 de novembro de 1870   | Partido Conservador |                            |
| 37                            | Vicente Pires da Mota                               |        | 13 de abril de 1871     | 29 de abril de 1871     | Partido Conservador |                            |
| 38                            | José Manuel da Silva                                |        | 29 de abril de 1871     | 30 de maio de 1871      | Partido Conservador |                            |
| 39                            | Joaquim Manuel Gonçalves de Andrade                 |        | 30 de maio de 1875      | 9 de junho de 1875      | Partido Conservador |                            |
| 40                            | Joaquim Manuel Gonçalves de Andrade                 |        | 18 de janeiro de 1878   | 31 de janeiro de 1878   | Partido Conservador |                            |
| 41                            | Antônio de Aguiar Barros                            |        | 31 de janeiro de 1878   | 5 de fevereiro de 1878  |                     |                            |
| 42                            | Joaquim Egídio de Sousa Aranha Marquês de Três Rios |        | 7 de dezembro de 1878   | 12 de fevereiro de 1879 | Partido Liberal     | [ 9 ] [ 10 ] [ 11 ] [ 12 ] |
| 43                            | Joaquim Egídio de Sousa Aranha Marquês de Três Rios |        | 4 de março de 1881      | 7 de abril de 1881      | Partido Liberal     | [ 9 ] [ 13 ]               |
| 44                            | Joaquim Egídio de Sousa Aranha Marquês de Três Rios |        | 5 de novembro de 1881   | 7 de janeiro de 1882    | Partido Liberal     | [ 9 ] [ 14 ]               |
| 45                            | Manuel Marcondes de Moura e Costa                   |        | 7 de janeiro de 1882    | 10 de abril de 1882     | Partido Liberal     | [ 15 ] [ 16 ]              |
| 46                            | Antônio de Aguiar Barros                            |        | 4 de abril de 1883      | 18 de agosto de 1883    |                     |                            |
| 47                            | Luís Carlos de Assunção                             |        | 29 de março de 1884     | 4 de setembro de 1884   |                     |                            |
| 48                            | Francisco Antônio de Sousa Queirós Filho            |        | 18 de maio de 1885      | 2 de setembro de 1885   | Partido Conservador |                            |
| 49                            | Elias Antônio Pacheco e Chaves                      |        | 2 de setembro de 1885   | 19 de outubro de 1885   | Partido Conservador |                            |
| 50                            | Antônio de Queirós Teles                            |        | 26 de abril de 1886     | 16 de julho de 1886     | Partido Conservador | [ 17 ]                     |
| 51                            | Elias Antônio Pacheco e Chaves                      |        | 16 de julho de 1886     | 26 de julho de 1886     | Partido Conservador |                            |
| 52                            | Francisco Antônio Dutra Rodrigues                   |        | 27 de abril de 1888     | 23 de junho de 1888     | Partido Conservador | [ 18 ] [ 19 ]              |

## Vice-governantes do período republicano (1889-2025)
| Nº | Nome                                      | Imagem                                       | Início do mandato       | Fim do mandato          | Partido                                          | Governador                          | Referências e notas                                      |
| Primeira República Brasileira (1889-1930) |                                           |                                              |                         |                         |                                                  |                                     |                                                          |
| — | Francisco Glicério e Luís Pereira Barreto |                                              | 22 de janeiro de 1890   | 11 de junho de 1891     | Partido Republicano Paulista PRP                 | Prudente de Morais                  | [ nota 1 ]                                               |
| 1 | José Alves de Cerqueira César             |                                              | 11 de junho de 1891     | 16 de dezembro de 1891  | Partido Republicano Paulista PRP                 | Américo Brasiliense de Almeida Melo | [ nota 2 ]                                               |
| 1 | José Alves de Cerqueira César             | Sérgio Tertuliano Castelo Branco             | 11 de junho de 1891     | 16 de dezembro de 1891  | Partido Republicano Paulista PRP                 |                                     | [ nota 2 ]                                               |
| - | Vago                                      |                                              | 16 de dezembro de 1891  | 23 de agosto de 1892    |                                                  | José Alves de Cerqueira César       |                                                          |
| — | José Alves de Cerqueira César             |                                              | 23 de agosto de 1892    | 5 de setembro de 1892   | Partido Republicano Paulista PRP                 | Bernardino José de Campos Júnior    | [ nota 3 ]                                               |
| - | Vago                                      |                                              | 5 de setembro de 1892   | 31 de dezembro de 1892  |                                                  | Bernardino José de Campos Júnior    |                                                          |
| — | José Alves de Cerqueira César             |                                              | 31 de dezembro de 1892  | 1 de maio de 1896       | Partido Republicano Paulista PRP                 | Bernardino José de Campos Júnior    | [ nota 4 ]                                               |
| 2 | Peixoto Gomide                            |                                              | 1 de maio de 1896       | 31 de outubro de 1897   | Partido Republicano Paulista PRP                 | Campos Sales                        | [ nota 2 ]                                               |
| - | Vago                                      |                                              | 31 de outubro de 1897   | 10 de novembro de 1898  |                                                  | Peixoto Gomide                      |                                                          |
| — | Peixoto Gomide                            |                                              | 10 de novembro de 1898  | 1 de maio de 1900       | Partido Republicano Paulista PRP                 | Fernando Prestes                    |                                                          |
| 3 | Domingos de Morais                        |                                              | 1 de maio de 1900       | 13 de fevereiro de 1902 | Partido Republicano Paulista PRP                 | Rodrigues Alves                     | [ nota 2 ]                                               |
| - | Vago                                      |                                              | 13 de fevereiro de 1902 | 3 de julho de 1902      |                                                  | Domingos de Morais                  |                                                          |
| — | Domingos de Morais                        |                                              | 3 de julho de 1902      | 1 de maio de 1904       | Partido Republicano Paulista PRP                 | Bernardino José de Campos Júnior    |                                                          |
| 4 | João Baptista de Mello Oliveira           |                                              | 1 de maio de 1904       | 1 de maio de 1908       | Partido Republicano Paulista PRP                 | Jorge Tibiriçá Piratininga          |                                                          |
| 5 | Fernando Prestes                          |                                              | 1 de maio de 1908       | 1 de maio de 1912       | Partido Republicano Paulista PRP                 | Manoel Joaquim de Albuquerque Lins  |                                                          |
| 6 | Carlos Augusto Pereira Guimarães          |                                              | 1 de maio de 1912       | 1 de maio de 1916       | Partido Republicano Paulista PRP                 | Rodrigues Alves                     |                                                          |
| 7 | Antônio Cândido Rodrigues                 |                                              | 1 de maio de 1916       | 1 de maio de 1920       | Partido Republicano Paulista PRP                 | Altino Arantes                      |                                                          |
| 8 | Virgilio Rodrigues Alves                  |                                              | 1 de maio de 1920       | 21 de setembro de 1922  | Partido Republicano Paulista PRP                 | Washington Luís                     | [ nota 5 ]                                               |
| - | Vago                                      |                                              | 21 de setembro de 1922  | 5 de dezembro de 1922   |                                                  | Washington Luís                     |                                                          |
| 9 | Fernando Prestes                          |                                              | 5 de dezembro de 1922   | 11 de julho de 1927     | Partido Republicano Paulista PRP                 | Washington Luís                     | [ nota 4 ] [ nota 3 ]                                    |
| 9 | Fernando Prestes                          | Carlos de Campos                             | 5 de dezembro de 1922   | 11 de julho de 1927     | Partido Republicano Paulista PRP                 |                                     | [ nota 4 ] [ nota 3 ]                                    |
| - | Vago                                      |                                              | 11 de julho de 1927     | 14 de julho de 1927     |                                                  | Antônio Dino da Costa Bueno         |                                                          |
| 10 | Heitor Teixeira Penteado                  |                                              | 14 de julho de 1927     | 21 de maio de 1930      | Partido Republicano Paulista PRP                 | Júlio Prestes                       |                                                          |
| - | Vago                                      |                                              | 21 de maio de 1930      | 24 de outubro de 1930   |                                                  | Heitor Teixeira Penteado            |                                                          |
| Era Vargas (1930-1945) O cargo de vice-governador foi extinto pela Constitução de 1934, porém restaurado durante a Quarta República Brasileira |                                           |                                              |                         |                         |                                                  |                                     |                                                          |
| Quarta República Brasileira (1945-1964) |                                           |                                              |                         |                         |                                                  |                                     |                                                          |
| 11 | Luís Gonzaga Novelli Júnior               |                                              | 28 de novembro de 1947  | 31 de janeiro de 1951   | Partido Social Progressista PSP                  | Ademar Pereira de Barros            |                                                          |
| 12 | Erlindo Salzano                           |                                              | 31 de janeiro de 1951   | 31 de janeiro de 1955   |                                                  | Lucas Nogueira Garcez               | Imagem: acervo do Arquivo Público do Estado de São Paulo |
| 13 | Porfírio da Paz                           |                                              | 31 de janeiro de 1955   | 31 de janeiro de 1963   |                                                  | Jânio Quadros                       |                                                          |
| 13 | Porfírio da Paz                           | Carvalho Pinto                               | 31 de janeiro de 1955   | 31 de janeiro de 1963   |                                                  |                                     |                                                          |
| 14 | Laudo Natel                               |                                              | 31 de janeiro de 1963   | 6 de junho de 1966      | Aliança Renovadora Nacional ARENA                | Ademar Pereira de Barros            |                                                          |
| - | Vago                                      |                                              | 6 de junho de 1966      | 31 de janeiro de 1967   |                                                  | Laudo Natel                         |                                                          |
| Ditadura Militar (1964-1985) |                                           |                                              |                         |                         |                                                  |                                     |                                                          |
| 15 | Hilário Torloni                           |                                              | 31 de janeiro de 1967   | 15 de março de 1971     | Aliança Renovadora Nacional ARENA                | Abreu Sodré                         |                                                          |
| 16 | Antonio José Rodrigues Filho              |                                              | 15 de março de 1971     | 15 de março de 1975     | Aliança Renovadora Nacional ARENA                | Laudo Natel                         |                                                          |
| 17 | Ferreira Filho                            |                                              | 15 de março de 1975     | 15 de março de 1979     | Aliança Renovadora Nacional ARENA                | Paulo Egydio Martins                |                                                          |
| 18 | José Maria Marin                          |                                              | 15 de março de 1979     | 14 de maio de 1982      | Partido Democrático Social PDS                   | Paulo Maluf                         |                                                          |
| - | Vago                                      |                                              | 14 de maio de 1982      | 15 de março de 1983     |                                                  | José Maria Marin                    |                                                          |
| Nova República (1985-presente) |                                           |                                              |                         |                         |                                                  |                                     |                                                          |
| 19 | Orestes Quércia                           |                                              | 15 de março de 1983     | 30 de março de 1986     | Partido do Movimento Democrático Brasileiro PMDB | Franco Montoro                      | [ 20 ] [ nota 3 ]                                        |
| 1 | Vago                                      |                                              | 30 de março de 1986     | 15 de março de 1987     |                                                  | Franco Montoro                      |                                                          |
| 20 | Almino Afonso                             |                                              | 15 de março de 1987     | 18 de junho de 1990     | Partido do Movimento Democrático Brasileiro PMDB | Orestes Quércia                     | [ nota 3 ]                                               |
| 2 | Vago                                      |                                              | 18 de junho de 1990     | 15 de março de 1991     |                                                  | Orestes Quércia                     |                                                          |
| 21 | Aloysio Nunes                             |                                              | 15 de março de 1991     | 1 de janeiro de 1995    | Partido do Movimento Democrático Brasileiro PMDB | Luiz Antônio Fleury Filho           |                                                          |
| 22 | Geraldo Alckmin                           |                                              | 1 de janeiro de 1995    | 6 de março de 2001      | Partido da Social Democracia Brasileira PSDB     | Mário Covas                         | [ nota 6 ]                                               |
| 3 | Vago                                      |                                              | 6 de março de 2001      | 1 de janeiro de 2003    |                                                  | Geraldo Alckmin                     |                                                          |
| 23 | Cláudio Lembo                             |                                              | 1 de janeiro de 2003    | 31 de março de 2006     | Partido da Frente Liberal PFL                    | Geraldo Alckmin                     | [ nota 7 ]                                               |
| 4 | Vago                                      |                                              | 31 de março de 2006     | 1 de janeiro de 2007    |                                                  | Cláudio Lembo                       |                                                          |
| 24 | Alberto Goldman                           |                                              | 1 de janeiro de 2007    | 2 de abril de 2010      | Partido da Social Democracia Brasileira PSDB     | José Serra                          | [ nota 7 ]                                               |
| 5 | Vago                                      |                                              | 2 de abril de 2010      | 1 de janeiro de 2011    |                                                  | Alberto Goldman                     |                                                          |
| 25 | Guilherme Afif Domingos                   |                                              | 1 de janeiro de 2011    | 1 de janeiro de 2015    | Democratas DEM                                   | Geraldo Alckmin                     |                                                          |
| 25 | Guilherme Afif Domingos                   | Partido Social Democrático PSD               | 1 de janeiro de 2011    | 1 de janeiro de 2015    |                                                  | Geraldo Alckmin                     |                                                          |
| 26 | Márcio França                             |                                              | 1 de janeiro de 2015    | 6 de abril de 2018      | Partido Socialista Brasileiro PSB                | Geraldo Alckmin                     |                                                          |
| 6 | Vago                                      |                                              | 6 de abril de 2018      | 1 de janeiro de 2019    |                                                  | Márcio França                       |                                                          |
| 27 | Rodrigo Garcia                            |                                              | 1º de janeiro de 2019   | 1º de abril de 2022     | Democratas DEM                                   | João Doria                          | [ 21 ]                                                   |
| 27 | Rodrigo Garcia                            | Partido da Social Democracia Brasileira PSDB | 1º de janeiro de 2019   | 1º de abril de 2022     | [ 22 ] [ 23 ]                                    | João Doria                          |                                                          |
| 7 | Vago                                      |                                              | 1 de abril de 2022      | 1º de janeiro de 2023   |                                                  | Rodrigo Garcia                      |                                                          |
| 28 | Felicio Ramuth                            |                                              | 1º de janeiro de 2023   | em exercício            | Partido Social Democrático PSD                   | Tarcísio de Freitas                 | [ 24 ]                                                   |